# Yanchep
Yanchep est un quartier situé à 56 km au nord de Perth, en Australie occidentale. Il a été construit par l'entrepreneur Alan Bond. Il s'agit d'une banlieue de la Ville de Wanneroo. Yanchep est une destination touristique populaire. Il y a la plage, des hébergements et des sites pour les caravanes ainsi que le « Yanchep Inn » dans le Parc national de Yanchep.
Le Parc national de Yanchep propose des visites guidées de Crystal Cave, des promenades dans le bush, l'observation de koala, et le lac Loch McNess. Pendant les années 1980, la région fut le siège d'attractions comme l'« Atlantis Marine Park » et la « Sun City Marina ».
La banlieue contient une école de district, qui propose un enseignement de la maternelle jusqu'à la dixième année.